# Телевидение в Польше
Польское телевидение ведёт свою историю с 1935 года, когда Государственный Институт Телекоммуникации (пол. Panstwowy Іnstytut Telekomunіkacjі) начинает работать вместе с Польским радио для начала телевизионной трансляции. В 1939 году на время  Второй мировой войны вещание было прервано, но с 1951 года вещание было снова возобновлено. 25 октября 1952 года начал вещание первый канал польского телевидения, затем, 2 октября 1970-го - уже второй канал. Интересно, что в социалистические годы гражданам ПНР было запрещено смотреть какие-либо другие иностранные телевизионные программы, кроме польских и советских. Телевидение в Польше стало цветным с 1971 года. Очень долгое время, с 1970 по 1992 годы, в Польше показывало только 2 канала телевидения (TP1 и TP2), однако уже 8 февраля 1990 года в Кракове появился первый польский частный эфирный канал "PTV Echo". 5 декабря 1992 года в эфире появился первый польский коммерческий канал PolSat. В 1993 году в Варшаве начала свою деятельность телекомпания WOT ("Варшавски Ошродек Тэлэвизыйны"), которая просуществовала до 2002 года. В 1995 году появился региональный варшавский канал Telewizja Wisla. Также в польской столице имела место трансляция российского канала ОРТ в ДМВ-диапазоне. МТV Polska и RTL7 дебютировали в 1996-м. Частный телеканал TVN стал известен польским зрителям 3 октября 1997 года. Следующий, 1998 год ознаменовался появлением спутниковой польской системы Cyfra+, а также канала Nasza TV, позже переименованный в TV4 (2000).

## Цифровое телевидение
Цифровое телевидение Польши соответствует общеевропейскому стандарту DVB-T. Первое тестовое вещание началось в Варшаве 9 ноября 2001. В апреле 2004 года первый цифровой передатчик был установлен около Жешува и начал там свою работу, а на рынке цифровой техники Польши появились первые ресиверы подобного плана. По состоянию на декабрь 2011 года насчитывается 50 цифровых передатчиков в стране. Утверждены три мультиплекса, основным форматом сжатия сигнала является MPEG-4. Аналоговое вещание на территории Польши прекратилось 23 июля 2013 года. В настоящее время ведётся цифровое вещание в высоком качестве (HD-формат) трёх программ на третьем мультиплексе MUX-3: TVP1 HD, TVP2 HD и TVP Info.

## Спутниковое телевидение
В 1998 году два провайдера - Cyfra+ и Wizja TV (позже объединены под одним брендом Cyfra +) начали свою деятельность. В 1999 появился провайдер Polsat 2 Cyfrowy (позже Cyfrowy Polsat от компании Polsat. В своё время эти платформы были популярны, сегодня же большинство телеканалов передаются в цифровом формате. 24 июня 2006 года ITI, крупнейшая медиа-компания в Польше объявила о запуске 3 HDTV каналов осенью 2006. Также ходили слухи, что Общественное польское телевидение, TVP, начнёт вещание в HD для зрителей ITI.
12 октября 2006 года ITI запустила платформу n с несколькими HD-каналами и полностью функциональным VoD. Позже, в декабре 2006 года, Cyfra+ запустила вещание в HD-формате. Во второй половине 2007 года вещание в HD начал Cyfrowy Polsat.

## Другие технологии
Некоторые крупные провайдеры начали вещание в стандарте DVB-C в нескольких городах. Крупнейший телефонный провайдер, Telekomunikacja Polska, предоставил новую опцию, Videostrada. Это позволяет принимать некоторое количество каналов оператора Cyfra+ (Платформа известна, как Cyfra+DSL), а также VoD. В настоящее время это доступно лишь в нескольких крупнейших городах Польши. Несколько телевизионных каналов, а также VoD, доступны в польской сети телефонии.

## Закрытые каналы
- NTW; PTV Krater (1994);
- Telewizja Wisla (1997);
- Tylko Muzyka (1998);
- Polsat Komedia; TV Niepokalanow (2001);
- TeleUniwersytet (2005);
- Hipika TV (2006);
- TVN Gra; Troche Mlodsza Telewizja; LATO 2008 (2008);
- TVN Med; TVN Lingua (2009);
- TVN+1 (2011);
- TVN Warszawa; TVN HD+1 (2012);
- Canal+Gol (2013);
- Polsat 2 International; BBC Entertainment; BBC Knowledge; Canal+ Sport HD (2015);
- TVN Meteo Active; FilmBox Premium; VIVA Polska (2017);
- Tenis Premium 1; Tenis Premium 2; TVN 24 International (2018);
- Cinemax HD (2019);
- NTL Radomsko; Mango 24 (2020);
- ATM Rozrywka; MTV Music 24; VH1 Europe; PolandIn; Discovery Showcase HD (2021);
- TVP3; TVP Info; TVP World; TVP Parlament (2023)

## Неактивные каналы
- TVP 4K

## Список телевизионных каналов
По состоянию на 2024 год телевидение в Польше состоит из 110 собственных каналов. 